# التشجير في اليابان

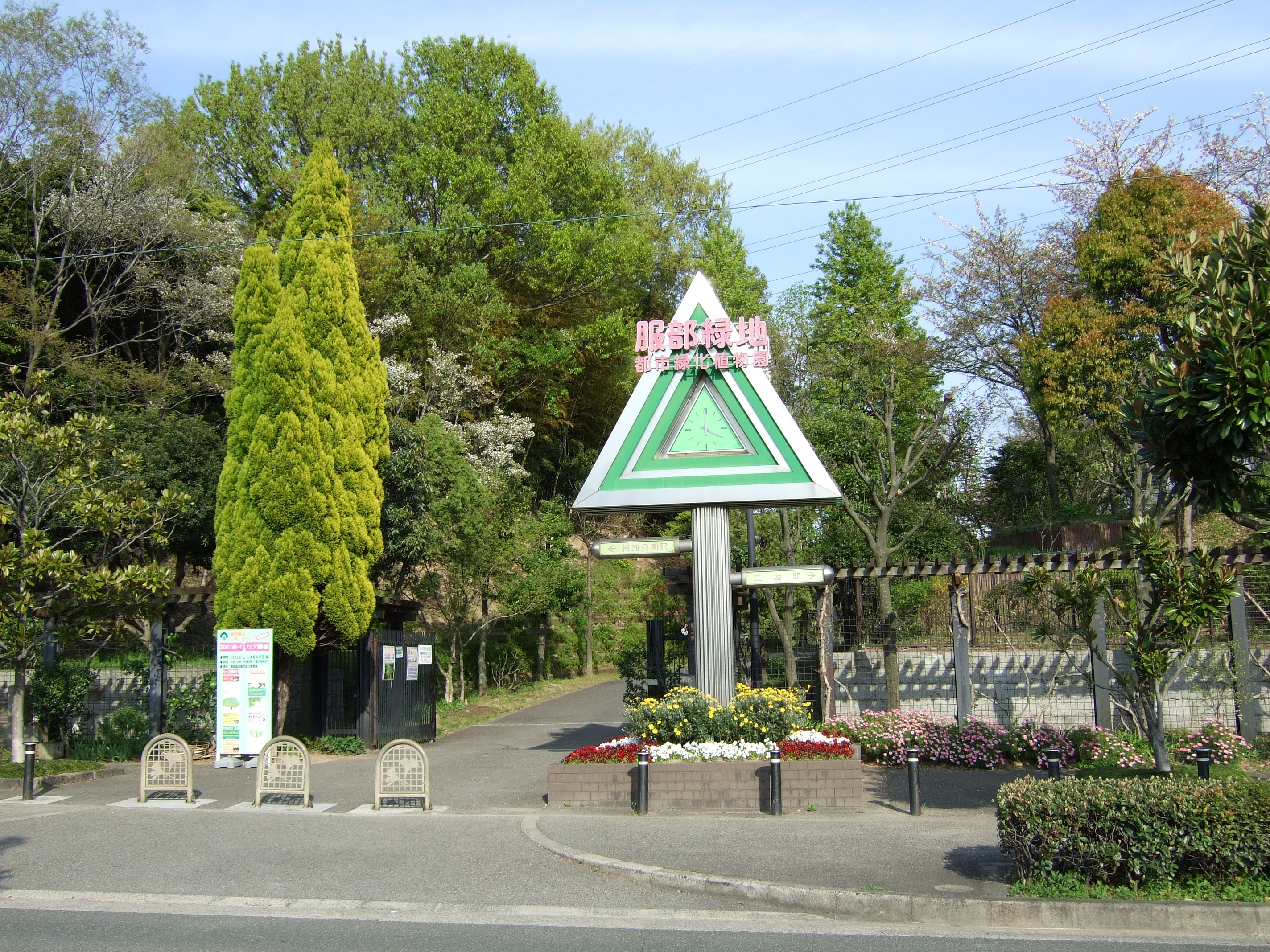
حديقة نباتية مشجرة في منتزه هاتوري ريوكوتشي باليابان

تُعدّ الغابات المطيرة اليابانية المعتدلة مستدامة بشكل جيد بل وتحافظ على درجة عالية من التنوع الحيوي. يُعتبر التشجير إحدى الطرق التي استُخدمت للحفاظ على صحة الغابات في اليابان. أقامت الحكومة اليابانية والشركات الخاصة مشاريع متعددة لزراعة أنواع الأشجار المحلية في مناطق مفتوحة منتشرة في جميع أنحاء البلاد، وقد أدت هذه الممارسة إلى تحولات في بنية الغابات والغابات المطيرة المعتدلة الصحية التي تحافظ على درجة عالية من التنوع الحيوي.

## الغرض من التشجير
يُعد الهدف الأساسي لمشاريع التشجير في اليابان هو تطوير هيكل الغابات في الأمة والحفاظ على التنوع الحيوي الموجود في البيئة البرية اليابانية. تنتشر الغابات المطيرة اليابانية المعتدلة في جميع أنحاء الأرخبيل الياباني، وتُعتبر موطنًا للعديد من أنواع الأشجار المستوطنة التي لا توجد بشكل طبيعي في أي مكان آخر. نظرًا لأن تطور البلد تسبب في انخفاض مساحة الغطاء الغابوي، فقد لوحظ انخفاض التنوع الحيوي في تلك المناطق. بدأت اليابان العديد من مشاريع التشجير، وذلك في محاولة منها لمواجهة الانخفاض الملحوظ في التنوع الحيوي. بُنيت مدرجات أشجار جديدة في جميع أنحاء الأرخبيل، وبدأت الأنواع الأصلية التي استوطنت في الغابات البرية الحالية في احتلال مناطق الغابات الجديدة.
بدأت مشاريع التشجير في اليابان لأول مرة بعد عملية إعادة البناء التي أعقبت الحرب العالمية الثانية. قُطعت مساحات كبيرة من الغابات للاستفادة من الأخشاب وتشكيل المراعي لجذب المزارعين المهاجرين، وذلك في محاولة لاستعادة البنية التحتية للبلاد بعد الحرب. وُضعت خطة جديدة لإدارة الغابات في اليابان بعد التخلي عن العديد من المراعي وحصول انخفاضًا هائلًا في أعداد الغابات القديمة والثانوية. أُنشئت مزارع الغابات لزيادة صحة الغابات اليابانية والحفاظ على صناعة الأخشاب في البلاد. جرى الجمع بين التحريج والتغييرات في ممارسات قطع الأشجار التي دعت إلى تقليل قطع الأشجار الواضح وتخفيض أثره من خلال تطبيقه على مساحات أكبر.
تشاركت العديد من الشركات الخاصة في الدولة في مشاريع التشجير الأخرى بصفتها وسيلةً للحد من انبعاثات الكربون الصادرة عن صناعاتها. يُعد عزل الكربون حافزًا رئيسيًا للشركات لزرع الشتلات والشجيرات التي ستخزن الكربون الجوي في كتلتها الحيوية خلال نموها. زرعت شركات مثل جابيكس وتويوتا مدرجات أشجار بجانب مصانعها الموجودة في جميع أنحاء اليابان وحافظت عليها؛ عملية زراعة عدة آلاف من الأشجار المحلية في محاولة لهضم الكربون المنبعث. تراقب الشركات أيضًا صحة مدرجات الأشجار المزروعة حديثًا من خلال تتبع معدل نمو الأشجار ومسح الغابات البرية القريبة لمقارنة أداء المدرجات الجديدة.
لم تُقطع غابات اليابان على مر التاريخ على نطاق واسع بصفتها وسيلة للحد من وتيرة الانهيارات الأرضية والكوارث الطبيعية الأخرى التي تحدث. أبقت بنية الغابات المتجذرة التربة في مكانها، إذ استقرت التربة في بيئة تشهد هطول أمطار غزيرة ونشاط زلزالي. تُستخدم الأشجار في مشاريع التشجير الحالية لتثبيت التربة وتقليل مقدار التعرية التي تتعرض لها تلك المنطقة. يحد مدرج الأشجار الصحي مقدار اضطراب التربة الناتج عن الهطول المطري أيضًا، وذلك عن طريق اعتراض الأمطار الغزيرة الهاطلة عبر المظلة وإبطاء معدل الجريان السطحي عبر الركام الذي يغطي التربة. اعتُرف بالدور الذي تلعبه الغابات المطيرة المعتدلة اليابانية في منع تعرية التربة في وقت مبكر من تاريخ الأمة، ولا يزال سببًا إيجابيًا لإعادة تشجير المناطق المفتوحة، إذ تقلل مدرجات الأشجار الجديدة من كمية العناصر الغذائية المفقودة في المنطقة وتسمح ببناء نظام بيئي أكثر إنتاجية.

## نبذة تاريخية
يمكن تقسيم صناعة قطع الأشجار في اليابان إلى ما قبل الحرب العالمية الثانية وما بعد الحرب العالمية الثانية. امتلكت اليابان قبل الحرب العالمية الثانية قطاعًا صناعيًا صغيرًا للأخشاب، أثر على مساحة صغيرة من اليابان وحُوفظ فيه على معظم الغابات لمنع التعرية والحفاظ على جودة الأرض الإجمالية. توسعت صناعة قطع الأخشاب خلال الحرب العالمية الثانية بالفعل، إذ ازداد الطلب على الأخشاب.
استمر الطلب المتزايد على الأخشاب خلال الحرب، حتى بعد انتهاءها. واصلت اليابان قطع مناطق الغابات الكبيرة من أجل إعادة البناء. كانت كلًا من الغابات القديمة والمدرجات الثانوية مجزأة بشكل كبير، إذ كانت المناطق التي يُسمح بإعادة البناء فيها محددة المعالم. حصلت إزالة سريعة للغابات في الفترة الممتدة بين عامي 1945 و1965 في جميع أنحاء الغابات المطيرة المعتدلة في اليابان.
زُرعت المراعي المفتوحة خلال فترة العشرين سنة هذه في منطقة هوكايدو في شمال اليابان في محاولة لجذب المزيد من الناس إلى منطقة التنمية الزراعية. هاجرت أكثر من خمسة وأربعين ألف أسرةً إلى منطقة هوكايدو، لكن بقي 28.6 % منها فقط. جرى التخلي عن معظم أراضي المراعي المزروعة وأُعيدت إلى الحكومة اليابانية في الفترة الممتدة بين عامي 1966-1977، لأن الظروف المناخية في المنطقة لم تكن مواتية لإنتاج محصول جيد. ترك التحول من الغابات القديمة إلى المراعي مناطق كبيرة من التربة منخفضة الخصوبة، إذ كانت الأشجار غير قادرة على إعادة استعمار تلك المناطق. كان من الضروري مشاركة الإنسان لإعادة تشجير المنطقة، نتيجةً لغياب بنوك البذور والمنافسة مع الخيزران القزم. زُرعت أشجار محلية ذات معدلات نمو عالية في المزارع في الفترة الممتدة بين عامي 1978-2005. زُرعت أشجار المخروطيات وعريضات الأوراق في معظم مساحات الأراضي، بل وساعدت في استعادة غابة مختلطة ذات أوراق مخروطية.
اتُبعت سياسة تحريجية جديدة للغابات في اليابان في عام 1973، حدت من إزالة الأشجار ودعت إلى القطع الانتقائي على مساحات كبيرة. تركت الغابات البرية الموجودة في المناطق المحيطة التي قُطعت وزُرعت حديثًا. على الرغم من أن مرحلة الزراعة حولت معظم الغابات القديمة والثانوية إلى مزارع مخروطيات، إلا أن الإدارة الجديدة دفعت إلى تقليل هذا التحول.
تستمر اليابان في الوقت الحاضر بتنظيم العديد من برامج التشجير في جميع أنحاء البلاد. تواصل الحكومة تنظيم الغابات، ولكن معظم مشاريع التشجير تُنفذ الآن من قبل منظمات خاصة مختلفة. تُستورد معظم الأخشاب التي تستخدمها اليابان أيضًا من الأسواق الخارجية. ويسمح هذا الأمر بتقليل قطع الأشجار في اليابان وإعطاء المزيد من الوقت لنمو الغابات اليابانية.

## العمليات الداخلة
تفاوتت درجات المشاركة البشرية في تشكيل المناطق المشجرة. تُزال الشجيرات الأصلية المزروعة في الأراضي التي سيُعاد تشجيرها. تُراقب عملية النمو بشكل عام، إذ تقتصر المشاركة البشرية على التحقق من صحة العملية لا غير.
يُجرى مزيدًا من تحضير الأراضي في مناطق أخرى قبل زراعة أي شجرة. يستعمر الخيزران القزم معظم المناطق المفتوحة بسرعة، والذي يتفوق على أي شتلات تحاول النمو في المنطقة ذاتها. يقوم المزارعون بسلف التربة لإعطاء أي فرصة لنمو أي شتلة جديدة في منطقة جديدة. تُحرث الأرض وتُقلّب التربة، إذ تقتل هذه العملية أي حشائش خيزران طويلة في المنطقة، ما يقلل بشكل فعال من منافسة نمو الشتلات الجديدة. لا تُعرّض هذه العملية التربة للضغط، ما يجعل من الصعب على الجذور أن تنمو؛ ومع ذلك، يمكن للأشجار بمجرد زراعتها تجديد نمو أنواع الأشجار الأخرى وتسهيله.
يُطبق نظام قطع أشجار انتقائي لتسهيل زراعة الأشجار في المزارع بشكل أكبر وتنميتها، وذلك من أجل إنشاء موائل مُصغرة لنمو أشجار جديدة باستخدام تضاريس الحفرة والتل. تنقلب الأشجار ضمن التربة لتكوّن أكوامًا تُشكل المزيد من العناصر الغذائية فيها، وتسمح بمرور مزيد من أشعة الشمس في بعض بقع الأحواض الزراعية. يعمل المنحدر الصحي للأشجار الصغيرة بمثابة مصدر للتجديد عندما تموت شجرة أكبر حجمًا وعُمرًا.

## أنواع الأشجار
تزرع مشاريع التشجير في اليابان الأنواع الشجرية الأصلية المتوفرة في اليابان فقط. اختيرت أنواع الأشجار في الأصل تبعًا لمعدلات نموها السريع وتحملها للظروف البيئية المتعددة، ما أدى إلى تحول كبير من الغابات القديمة والثانوية إلى مزارع المخروطيات. تزرع مشاريع التشجير الحالية عددًا أكبر من ناحية الأنواع.
يُعد كلًا من السرو الياباني والسرو الياباني الكاذب من أنواع الأشجار المزروعة السائدة. يستوطن كلا النوعين المخروطيين في اليابان ويفضل النمو في التربة العميقة جيدة التصريف للمياه في المناخات الدافئة والرطبة. تمكن كلا النوعين من احتلال المناطق المفتوحة التي أتاحتها إزالة الغابات السريعة بنجاح. اختيرت هذه الأنواع من الأشجار، بخلاف كونها قادرة على النمو السريع، بسبب استخدامها الكثيف في المناطق الحضرية، ولأن أخشابها تُعد من الأنواع ذات قيمة عالية.
تُزرع أنواع الأشجار الأصلية الأخرى في محاولة لتجديد غابات مختلطة من المخروطيات والأشجار المتساقطة الأوراق. تشمل الأنواع الأخرى: البلوط المنغولي، والدردار الشريطي، والبتولا الأبيض الياباني، وشجرة التنوب الغليني، والشوح السخاليني.

## تغيرات التربة
وجدت إحدى الدراسات التي فحصت تربة مزارع المخروطيات اليابانية أن المزارع تمتلك تراكيز أعلى من الكربون العضوي المنحل في التربة مقارنةً بالغابات البرية الطبيعية في اليابان. يرتبط كربون التربة بكمية العناصر الغذائية التي يمكن لعينة التربة الاحتفاظ بها. عندما تتعرض المناطق لإزالة الغابات، ينكشف الكثير من الكربون العضوي المنحل في التربة، ويكون عرضة لتدهور نسبه فيها. يؤدي هذا الأمر إلى فقدان العناصر الغذائية في المناطق التي أُزيلت الغابات منها. من المتوقع أن تحتوي المزارع على كمية أقل بكثير من الكربون العضوي المنحل في التربة، لأن التربة انكشفت وتعرضت لفقدان المغذيات؛ ومع ذلك، فقد وُجد أن مزارع المخروطيات في اليابان تحتوي بالفعل على كربون منحل في التربة بنسب أكبر من الغابات البرية الموجودة في المنطقة. وقد تقرر أن الركام الثقيل الموجود في مزارع المخروطيات الحديثة سبب وفرة الكربون المنحل في التربة. ولوحظ أيضًا أنه يوجد مقدار أقل من الكربون المنحل في التربة في المزارع التي تعرضت لسلف التربة قبل زراعتها. وقد تقرر ذلك لأن سلف التربة كشف مزيدًا من الكربون العضوي المنحل في التربة وسبب تدهور نسبه؛ ولكن كان لا يزال هناك تركيز عالٍ من كربون التربة في تلك المزارع أيضًا.

## القضايا
يُنظر إلى التشجير عمومًا على أنه أمر إيجابي، وقد كانت إعادة إنشاء الغابات في اليابان أمرًا إيجابيًا بشكل عام. لا يزال التشجير على نطاق واسع مفهومًا جديدًا، وهناك بعض المخاوف المرتبطة به. تؤثر المناطق المشجرة على مستجمعات المياه المحلية وكذلك على تفاعل أنواع الأشجار مع بعضها.
فحصت إحدى الدراسات انخفاض جودة مصبات مياه المستجمعات الموجودة في اتجاه المخروطيات المشجرة. وكان القلق هو عدم وجود تحسن في المياه العامة على الرغم من تحسين معالجة المياه في تلك المناطق. وقد وُجد أن هطول الأمطار الغزيرة في اتجاه مصبات الصنوبريات المشجرة تسبب زيادة النيتروجين والفوسفور المتدفق إلى الجداول. يعني الفهم غير المتطور في هذه المزارع أن قسمًا كبيرًا من التربة مكشوفًا. يبطئ الركام من معدل الجريان السطحي، ولكن ما تُزال تُلتقط كمية كبيرة من العناصر الغذائية وتُوضع في مستجمعات المياه. وقد أدى ذلك إلى زيادة في نسب الجسيمات المعلقة والنيتروجين المذاب والفوسفور.
يُعد تعفن جذور الأشجار المخروطية بسبب الفطر العسلي، مصدر قلق كبير في اليابان، وهي مجموعة من أنواع الفطريات الموجودة في آسيا. فُحصت المواقع في جميع أنحاء اليابان ووُجد أن كل أنواع المخروطيات الأصلية في اليابان معرضة لنوع واحد على الأقل من الفطر العسلي. يُعد هذا الفطر مصدر قلق كبير لأن كل أنواع المخروطيات معرضة لخطره، بل ويثير القلق بشكل خاص لأن غالبية الغابات المطيرة اليابانية المعتدلة تتكون من مزارع مخروطية ذات زراعة أحادية لعدد قليل من الأنواع فقط.
يُعد استيراد الأخشاب من أماكن أخرى مصدر قلق آخر يعود إلى ممارسة اليابان. على الرغم من إثبات فائدة هذا الأمر للغابات اليابانية، فقد أدى إلى إزالة الغابات بشكل مكثف في الأماكن غير المنظمة بشكل متطور جيدًا حول منهجية قطع الأشجار. تُعد اليابان واحدة من أكبر مستوردي الأخشاب، وذلك بسبب انخفاض تكلفة الغابات المدارية والمعتدلة في الصين وأمريكا الجنوبية. نظمت اليابان برامج تشجير في بلدان أخرى، نتيجةً لهذه السلبية.